# Chiloconger philippinensis
Chiloconger philippinensis és una espècie de peix pertanyent a la família dels còngrids.

## Descripció
- La femella pot arribar a fer 19 cm de llargària màxima.
- Nombre de vèrtebres: 113-115.
- 229-252 radis tous a l'aleta dorsal.
- 147-167 radis tous a l'aleta anal.
- Aleta caudal reduïda.[4]

## Hàbitat
És un peix marí, demersal i de clima tropical que viu entre 186 i 230 m de fondària.

## Distribució geogràfica
Es troba al Pacífic occidental central: les illes Filipines.

## Observacions
És inofensiu per als humans.